# Kirgistan na Zimowych Igrzyskach Olimpijskich 2002
Kirgistan na Zimowych Igrzyskach Olimpijskich 2002 reprezentowało dwóch zawodników.

## Biathlon
- Aleksandr Tropnikow (sprint na 10 km - 77. miejsce, bieg na 20 km - 73. miejsce)

## Skoki narciarskie
- Dmitrij Czwykow (skocznia normalna - 41. miejsce, skocznia duża - 39. miejsce)